# Riccardo Lovat
Riccardo Lovat (Libàno, 1928) è un imprenditore italiano.
Cavaliere ufficiale dell'Ordine al merito della Repubblica Italiana, è l'ideatore e creatore della talpa meccanica TBM (Tunnel Boring Machine) che porta il nome Lovat.